# Bakus gamle bydel
Bakus gamle bydel (azeri: İçərişəhər) er den historiske kerne i Baku, der er hovedstad i Aserbajdsjan. Den er den ældste del af Baku, og er omgivet af mure, så den var let at forsvare. I 2007 havde den gamle by en befolkning på omkring 3.000 mennesker. I december 2000 blev den gamle bydel i Baku, herunder Shirvanshahs palads og Jomfrutårnet, det første sted i Aserbajdsjan, der blev klassificeret som et verdensarvssted af UNESCO.

## Historie
Det er bredt accepteret, at den gamle bydel, inklusive Jomfrutårnet, dateres senest til det 12. århundrede, men nogle forskere hævder, at byggeriet går så langt tilbage som det 7. århundrede. Spørgsmålet er ikke blevet afgjort helt.
I denne middelalderlige periode blev monumenter som Synyg Gala Minaret (11. århundrede), fæstningsmure og tårne (11. – 12. Århundrede), Jomfrutårnet, Multani Karavanserai og Hajji Gayyib badehus (15. århundrede), Palace of Shirvanshahs (15. – 16. århundrede), Bukhara Karavanserai og Gasimbey badehus (16. århundrede) bygget i Baku.
I 1806, da Baku blev besat af det russiske imperium under den russisk-persiske krig (1804–13), var der 500 husstande og 707 butikker og en befolkning på 7.000 i den gamle by (dengang det eneste kvarter i Baku ) som næsten alle var etniske tater. Mellem 1807 og 1811 blev bymuren repareret og befæstningerne udvidet. Byen havde to porte: Salyan-porte og Shemakha-porten. Byen blev beskyttet af snesevis af kanoner anbragt på murene. Havnen blev genåbnet for handel, og i 1809 blev der oprettet et toldkontor.
Det var i denne periode, at Baku begyndte at blive udvidet udenfor bymuren, og nye kvarterer opstod, og udtrykkene indre by ( azeri: İçəri Şəhər) og Ydre by (azeri: Bayır Şəhər) kom i brug.
Med russernes ankomst ændrede den gamle bys traditionelle arkitektoniske udseende. Mange europæiske bygninger blev bygget i det 19. århundrede og det tidlige 20. århundrede i stilarter som barok og gotik.
I 1865 blev en del af bymuren med udsigt over havet revet ned, og stenene blev solgt og brugt i bygningen af den ydre by. Pengene opnået ved dette salg (44.000 rubler) gik til opførelsen af Baku Boulevard . I 1867 dukkede de første springvand i Baku op på boulevarden.
I denne periode blev der åbnet yderligere to porte, hvoraf den ene var den berømte Taghiyevport (1877). Åbningen af nye porte og passager fortsatte langt ind i den sovjetiske periode.
Kirken nævnt af Huseyngulu Sarabski var den armenske kirke for den hellige jomfru, bygget under persisk styre mellem 1797 og 1799 i skyggen af Jomfrutårnet, nedlagt siden 1984 og revet ned i 1992.

## Kvarterer
Den gamle by blev opdelt i flere kvarterer, som også fungerede som sociale inddelinger. Undertiden blev inddelingerne i den gamle by opkaldt efter deres moske: for eksempel kvarteret Juma Mosque, Shal Mosque kvarteret, Mahammadyar Mosque kvarteret osv. 

### De vigtigste kvarterer
- Seyyids, et kvarter for præster
- Aghshalvarlilar, et kvarter for byens adelige, bogstaveligt talt "dem med hvide bukser"
- Bozbashyemeyenler, et kvarter for "dem, der ikke spiser kød"
- Gemichiler, et kvarter for skibsbyggere og søfolk
- Hamamchilar, et kvarter for de offentlige badearbejdere
- Arabachilar, et kvarter for vogne og vognførere
- Noyutchuler, et kvarter for oliearbejdere
- Juhud Zeynallilar, et jødisk kvarter
- Lezgiler, et kvarter for dagestanske våbensmede
- Gilaklar, et kvarter for købmændene fra Gilan

### Underjordisk infrastruktur
I 2008 opdagede man en gammel underjordisk tunnel fra det 19. århundrede, under en genopbygning i Vahid-parken. Arbejderne gik omkring 200 meter gennem tunnelen, men stoppede da man mødt vand og siltmasser. At dømme efter fotografier taget i hulen er tunnelen bygget meget grundigt, tunnelens vægge, loft og gulv er brolagt med hvid savet sten. Arbejderne fandt også en håndfuld mønter fra den sovjettiden, hvilket tyder på, at der var nogen i tunnelen før dem, men mindst 20 år tidligere. 
Ifølge læreren Vitaly Antonov var Baku i slutningen af det 18. århundrede det kaukasiske centrum for den revolutionære bevægelse, og den fundne tunnel blev gravet for at redde guvernøren i tilfælde af masseoptøjer i byen. En anden version er, at denne passage er en af flere, der fører til det gamle Sabayil Slot, der nu er oversvømmet af det Kaspiske Hav. Der er flere tunneler, der fører fra paladset Shirvanshahs og Synykh Gala, der ligger i Icheri Shekher, til havet. Synykh Gala var moskeen i det 15. århundrede, i tiden for Shah Ismail 1., og blev ødelagt af Peter den Stores tropper. Det vil sige, den opdagede passage er en del af det underjordiske netværk, der forbinder byen Sabayil med landet. 

## Uddannelse
Den første kendte madrasa i den gamle by blev åbnet i det 12. århundrede, og blandt dens populære lektorer var Baba Kuhi Bakuvi . Fire hundrede år senere grundlagde en anden fremtrædende lærd ved navn Seyid Yahya Bakuvi (døde i 1403) en Darulfunun (House of Arts and Sciences, en prototype på et moderne universitet) ved Shirvanshahs Palads. Men med Shirvanshahs-statens fald mindskedes uddannelserne i Baku gradvist. I 1806 forblev der kun tolv mollakhaner i den gamle bydel, og kun tre af dem overlevede i det 20. århundrede. Senere blev alle sådanne skoler lukket og erstattet med moderne børnehaver og statslige sekulære skoler.

## Verdensarvssted
I december 2000 blev den gamle by i Baku med Shirvanshahs palads og Jomfrutårnet det første sted i Aserbajdsjan der blev klassificeret som et verdensarvssted af UNESCO.
Tre år senere, i 2003, placerede UNESCO den gamle by på listen over verdensarv i fare med henvisning til skader fra et jordskælv i november 2000, dårlig bevarelse og "tvivlsom" restaureringsindsats.
I 2009 roste Verdensarvskomiteen Aserbajdsjan for dets bestræbelser på at bevare den murede by Baku og fjernede den fra den truede liste.

## Karakter og arv
I en lang periode var et eksplicit symbol på den gamle by et morbærtræ placeret bag Djumamoskeen. Man mente, at træet var flere hundrede år gammelt. Træet kom ind i mange ordsprog og populære sange i den gamle by og blev et lokalt vartegn på Mulberry Tree Square. I 1970'erne blev morbærtræet imidlertid fældet på grund af de nærliggende byggearbejder.
Et andet populært vartegn i den gamle by er den lokale boghandel, der for det meste sælger brugte, men også nye bøger. Beliggende blandt Bukhara og Multani Caravanserais, Jomfrutårnet og Hajinskis Palads (også kendt som Charles de Gaulle House, fordi han opholdt sig der under Anden Verdenskrig), er det en populær destination for Bakuvianske studerende og bibliofiler, hovedsagelig på grund af dets lave priser.
Den gamle by i Baku er afbildet på forsiden af den aserbajdsjanske 10 manats pengeseddel, der er udstedt siden 2006.

## Galleri
- Azerbaijani Carpets